# اندیس نهبندان
نهبندان یک اندیس فلزی است که در حوالی شهر نهبندان استان خراسان قرار دارد و مادهٔ معدنی موجود در آن، کرومیت است.  